# Theridion dafnense
Theridion dafnense là một loài nhện trong họ Theridiidae.
Loài này thuộc chi Theridion. Theridion dafnense được miêu tả năm 1982 bởi Levy & Amitai.